# Abdulrahman Al Janahi
Abdulrahman Al Janahi (* 15. November 1994) ist ein emiratischer Tennisspieler.

## Karriere
Al Janahi spielte bis 2012 zunächst einige wenige Turniere auf der Tour der Junioren. Dort konnte er in etwa 15 Turnieren ledigliche einmal ein Match in einem Hauptfeld gewinnen.
Im Bereich der Erwachsenen kam er 2020 im Doppel der Dubai Duty Free Tennis Championships 2020 zu seinem bislang einzigen Turnier. Dort stand er an der Seite seines Bruders Fares Al Janahi im Doppelfeld. Ihr Erstrundenmatch verloren sie deutlich bei einem eigenen Spielgewinn gegen Wesley Koolhof und Nikola Mektić. In der Tennisweltrangliste konnte sich Al Janahi bisher weder im Einzel noch im Doppel platzieren.
Mit einer Bilanz von 12:7 spielt er vor allem eine Rolle in der Davis-Cup-Mannschaft der Vereinigten Arabischen Emirate. Dort kam er seit 2012 in 14 Begegnungen zum Einsatz.